# Sierra de Grazalema
Die Sierra de Grazalema ist eine Gebirgsregion und Naturpark im Südwesten Spaniens (Provinz Cádiz, Andalusien). Sie gehört zur Betischen Kordillere und liegt im Nordosten der Provinz Cádiz, ein kleiner Teil reicht in den Nordwesten der Provinz Málaga. Das Gebiet wurde 1984 zum Naturpark – es ist damit der erste Naturpark Andalusiens.
Die Sierra de Grazalema ist ein typisches Kalksteingebirge mit zahlreichen Karsterscheinungen; sie erreicht eine Höhe von 1654 m und ist aufgrund ihrer Lage die erste Hürde für vom Atlantik landeinwärts ziehende Wolken, die hier aufsteigen und sich abregnen: Der zentral im Gebiet gelegene, namensgebende Ort Grazalema ist der regenreichste Ort Spaniens; das Gebiet durch eine für Andalusien außerordentliche grüne und reiche Vegetation gekennzeichnet. Im Gebiet lebt zudem eine der europaweit größten Brutkolonien des Gänsegeiers.

## Landschaft

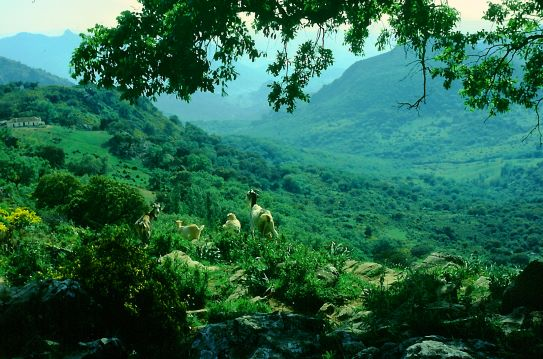
Sierra de Grazalema: Landschaft in der Sierra del Caíllo

Die Sierra de Grazalema gehört zum Bergland von Ronda, im Süden grenzt der Naturpark Los Alcornocales an das Gebiet. Kern und gleichzeitig höchstes Gebirge ist die zentral gelegene Sierra del Pinar, sie erreicht eine Höhe von 1654 m im Gipfel des Torreón. Sie ist von weitem zu erkennen, beispielsweise von Ronda aus; früher soll sie sogar den Seefahrern bei der Anfahrt auf Cádiz als Orientierung gedient haben. Am Nordhang der Sierra del Pinar wächst der größte zusammenhängende Wald mit Pinsapo-Tannen (Abies pinsapo Boiss 1838). Entwässert wird die Sierra del Pinar durch den Río Bocaleones, der die Garganta Verde, eine bis zu 400 m tief eingeschnittene Schlucht bildet, die einer der landschaftlichen Höhepunkte des Gebirges ist. In den Felswänden dieser Schlucht befindet sich die größte Brutkolonie des Gänsegeiers.
Weitere Gebirge sind die südlich der Sierra del Pinar liegenden Sierras del Endrinal und del Caíllo; hier befindet sich der Salto del Cabrero, eines der landschaftlichen Wahrzeichen der Region. Beide Gebirge, und ebenso die im Südosten gelegene Sierra del Líbar sind Karstlandschaften; in der Sierra del Líbar liegt die Cueva del Hundidero-Gato, der größte Höhlenkomplex Andalusiens. Hierzu gehört auch die Cueva de la Pileta mit prähistorischen Felsmalereien.
Die bedeutendsten Flüsse des Gebietes sind der Río Guadalete, der an Grazalema vorbeifließt und den Stausee von Zahara speist, und der Río Majaceite, einer der südlichsten Forellenbäche Europas.

## Tier- und Pflanzenwelt
In den unteren Lagen besteht die natürliche Vegetation aus Stein- und Korkeichenwäldern, die auch noch großflächig erhalten sind. Botanisch besonders bemerkenswert sind die Reliktwälder der hier endemischen Igel- oder Pinsapo-Tanne, von denen einer der größten (300 ha) und besterhaltenen überhaupt am Nordhang der Sierra del Pinar wächst. Diese Wälder sind Relikte der im Tertiär weit verbreiteten Nadelwälder, die sich in Südspanien in Höhen zwischen 900 und 1800 m an einigen Nordhängen mit Niederschlägen über 2000 mm bis heute halten konnten; neben der Sierra de Grazalema kommen sie auch im nahegelegenen Naturpark Sierra de las Nieves vor.
Insgesamt gibt es in der Sierra de Grazalema 1279 verschiedene Arten von Farnen und Blütenpflanzen, das sind mehr als ein Viertel aller in Spanien vorkommenden Arten.
Aushängeschild der Tierwelt des Gebietes ist die große Brutkolonie des Gänsegeiers, eine der größten Europas; daneben finden sich hier auch die Nistplätze des Schmutzgeiers. Aber auch sonst finden sich hier einige anderswo seltene Arten, im und am Río Majaceite leben etwa der Fischotter, Bienenfresser und Eisvögel; in der Sierra del Pinar kommen Steinböcke vor.

## Geschichte und Wirtschaft

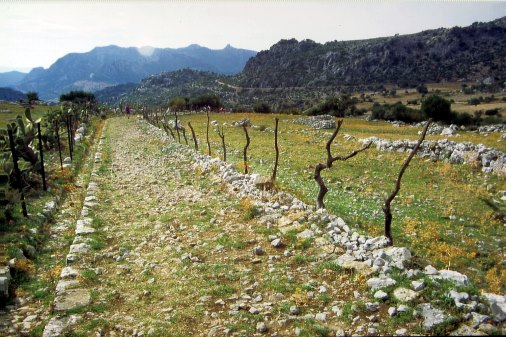
Sierra de Grazalema: Römische Straße bei Benaocaz

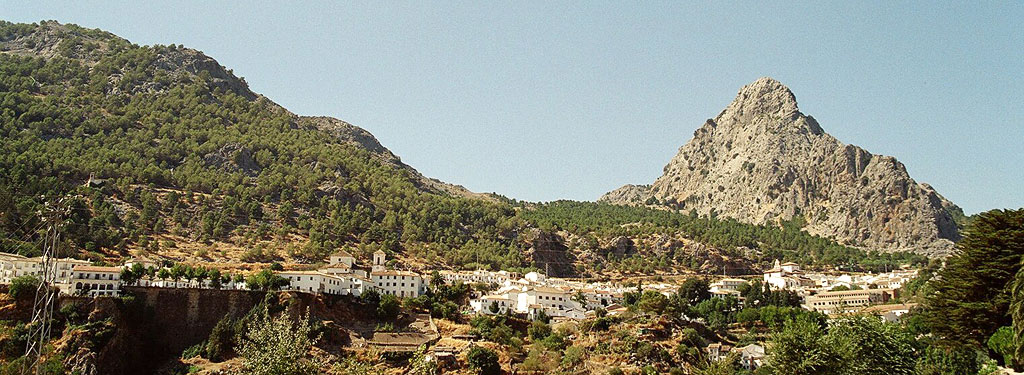
Grazalema, im Hintergrund der bei Kletterern beliebte Peñón Grande

Die menschliche Besiedlung des Gebietes ist seit frühesten Zeiten belegt, etwa durch altsteinzeitliche Felszeichnungen in der Cueva de la Pileta. Auf die Römer gehen die ersten Orte, etwa die Gründung des Hauptortes Grazalema, zurück; eine alte Römerstraße blieb zwischen Benaocaz und Ubrique erhalten. Von den Kämpfen zu Zeiten der Reconquista (Rückeroberung durch die Katholischen Könige) zeugen Reste von Befestigungsanlagen, etwa in Zahara de la Sierra.
Die Wirtschaft ist zum einen von Weidewirtschaft, zum anderen von handwerklich-kleinindustrieller Herstellung von Leder und Lederwaren, Stühlen und Wolldecken gekennzeichnet. Im 18. Jahrhundert war Grazalema aufgrund seiner wasserkraftbetriebenen Webstühle eine wohlhabende Stadt mit 9000 Einwohnern; verlor diese Rolle aber mit der industriellen Revolution – die Stadt war zu weit von den Märkten entfernt. Mit der Ausweisung zum Naturpark im Jahr 1984 nahm der Tourismus an Bedeutung zu. Dies führte zum einen zu einer Wiederbelebung alter Traditionen, beispielsweise wurde in Grazalema eine neue Fabrik zur Herstellung von Schafskäse errichtet, ein französisch-andalusisches Gemeinschaftsunternehmen; zum anderen wurden zahlreiche Wanderwege markiert, die heute viele Wanderer in dieses Gebiet locken. Das Zentrum der Lederherstellung ist das Städtchen Ubrique im Süden des Gebietes.

## Galerie

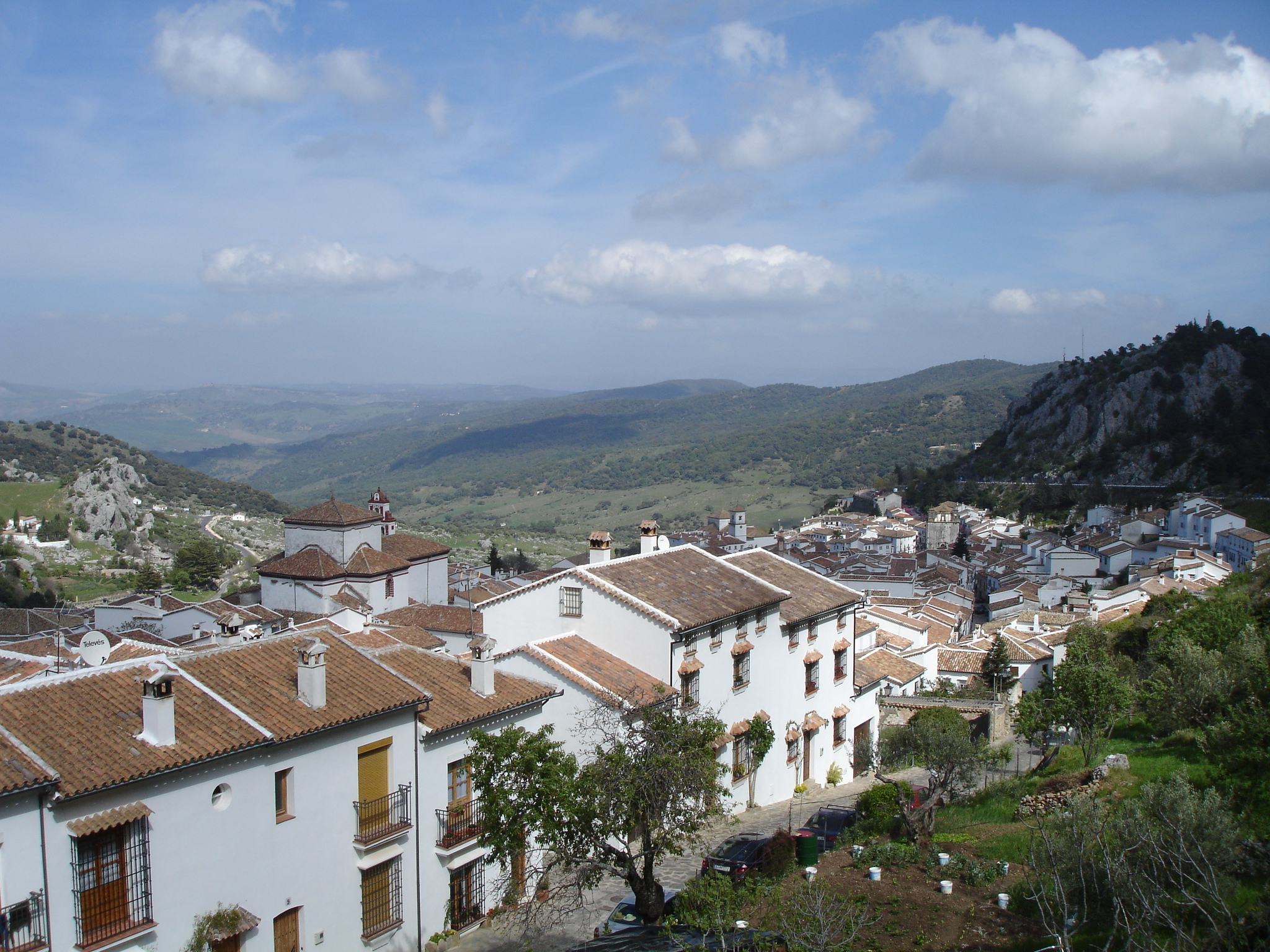
Grazalema
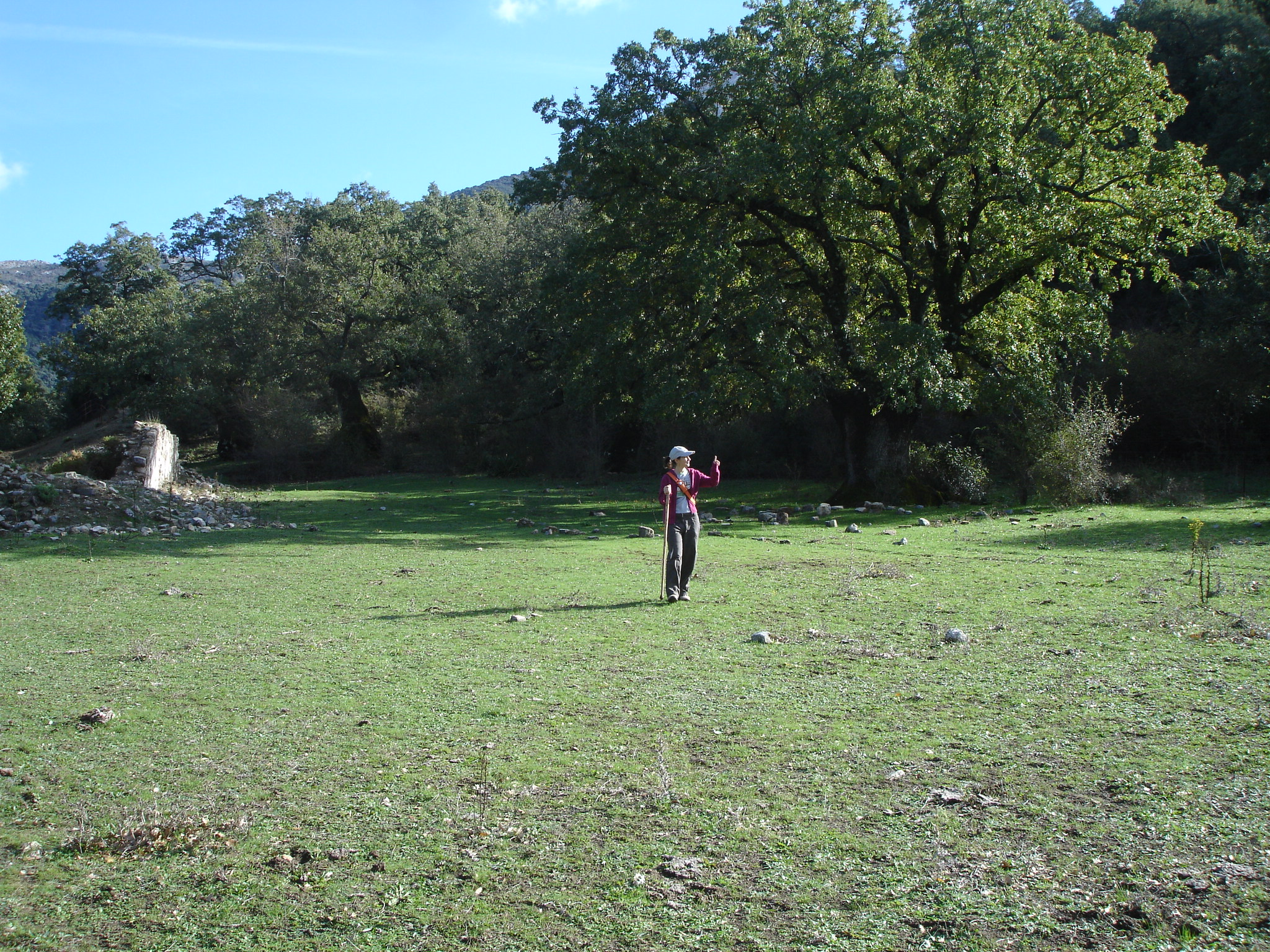
Llanos del Ravel
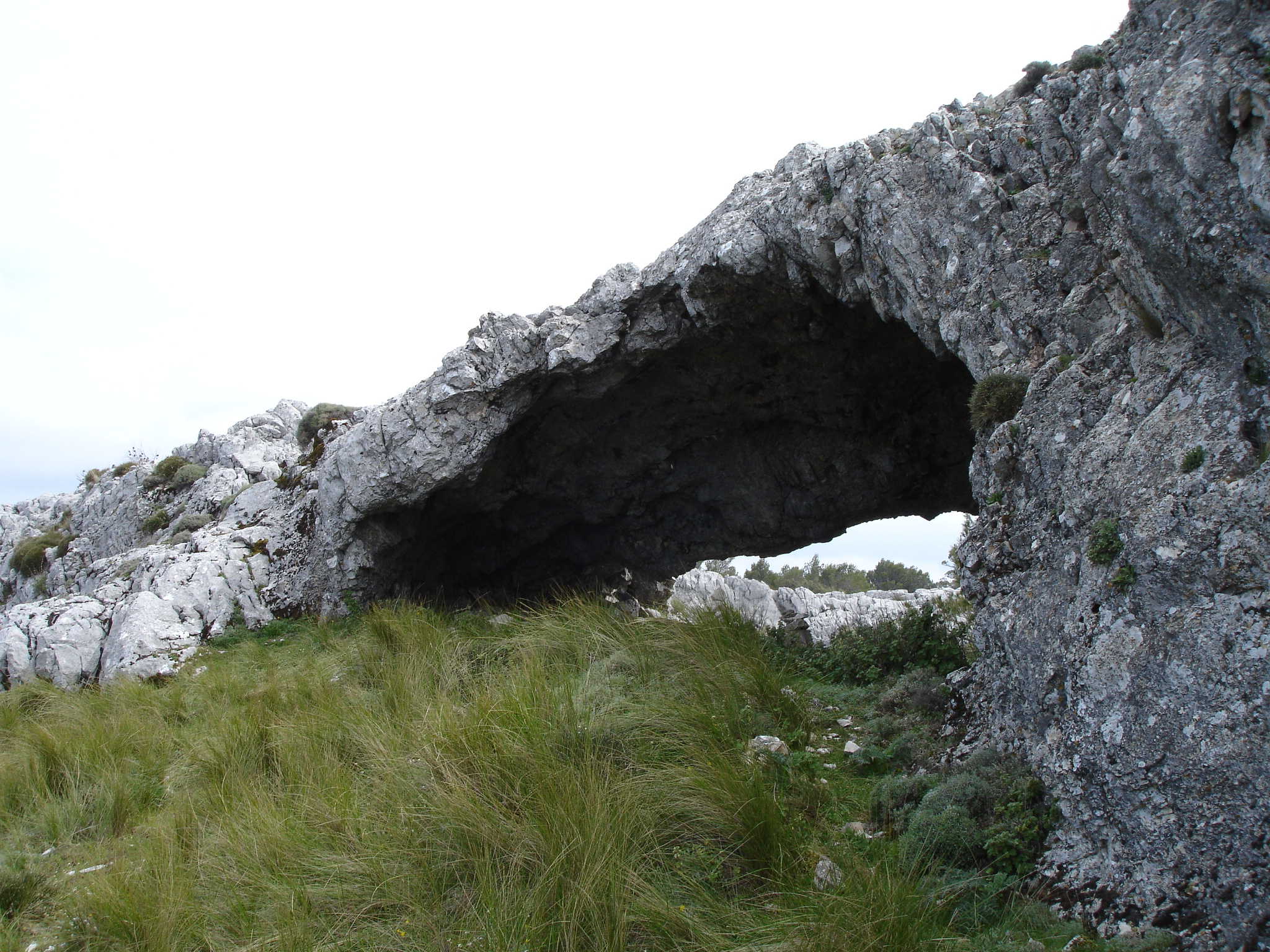
Cueva de las Dos Puertas
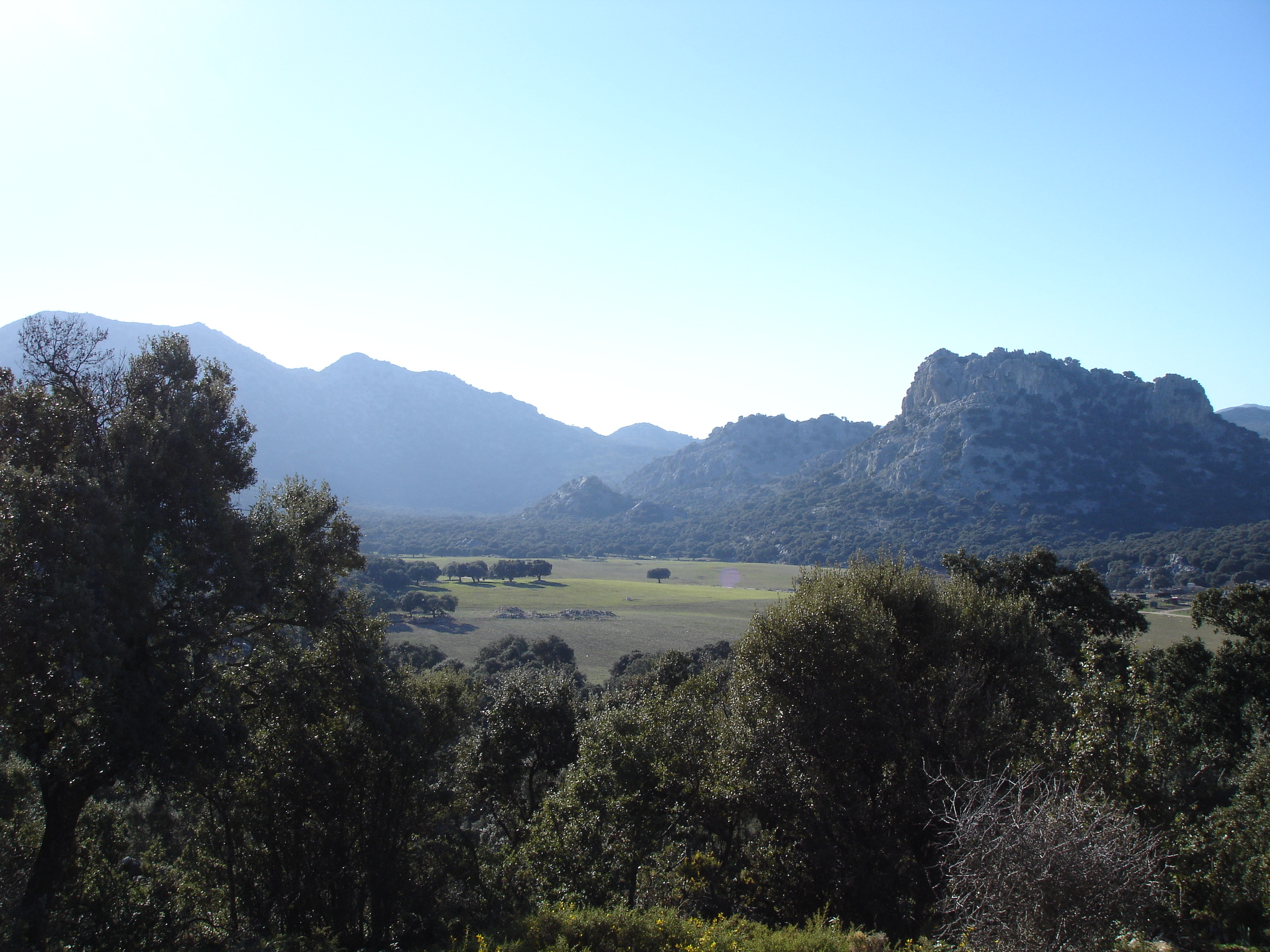
Llanos de Líbar
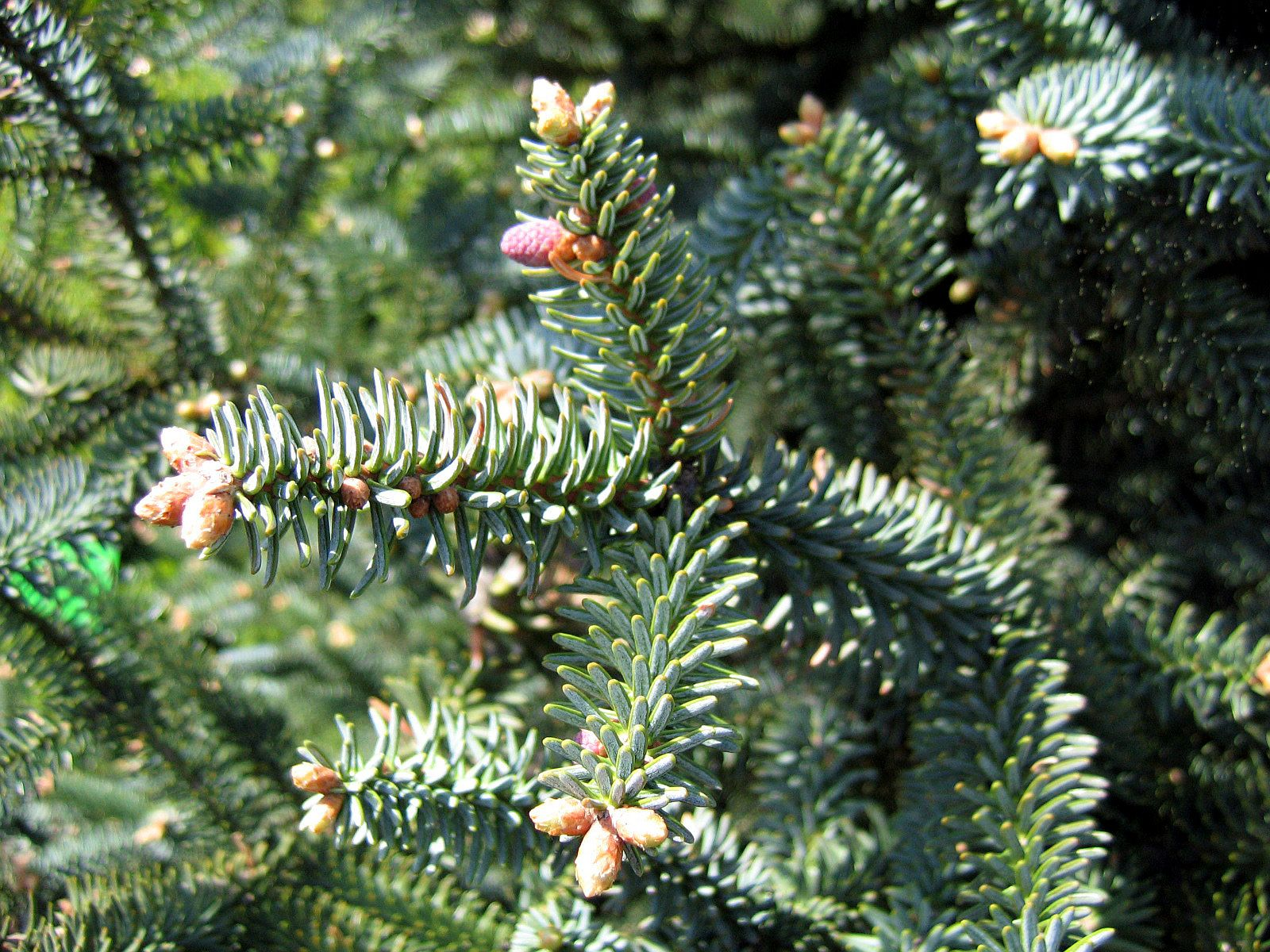
Abies pinsapo
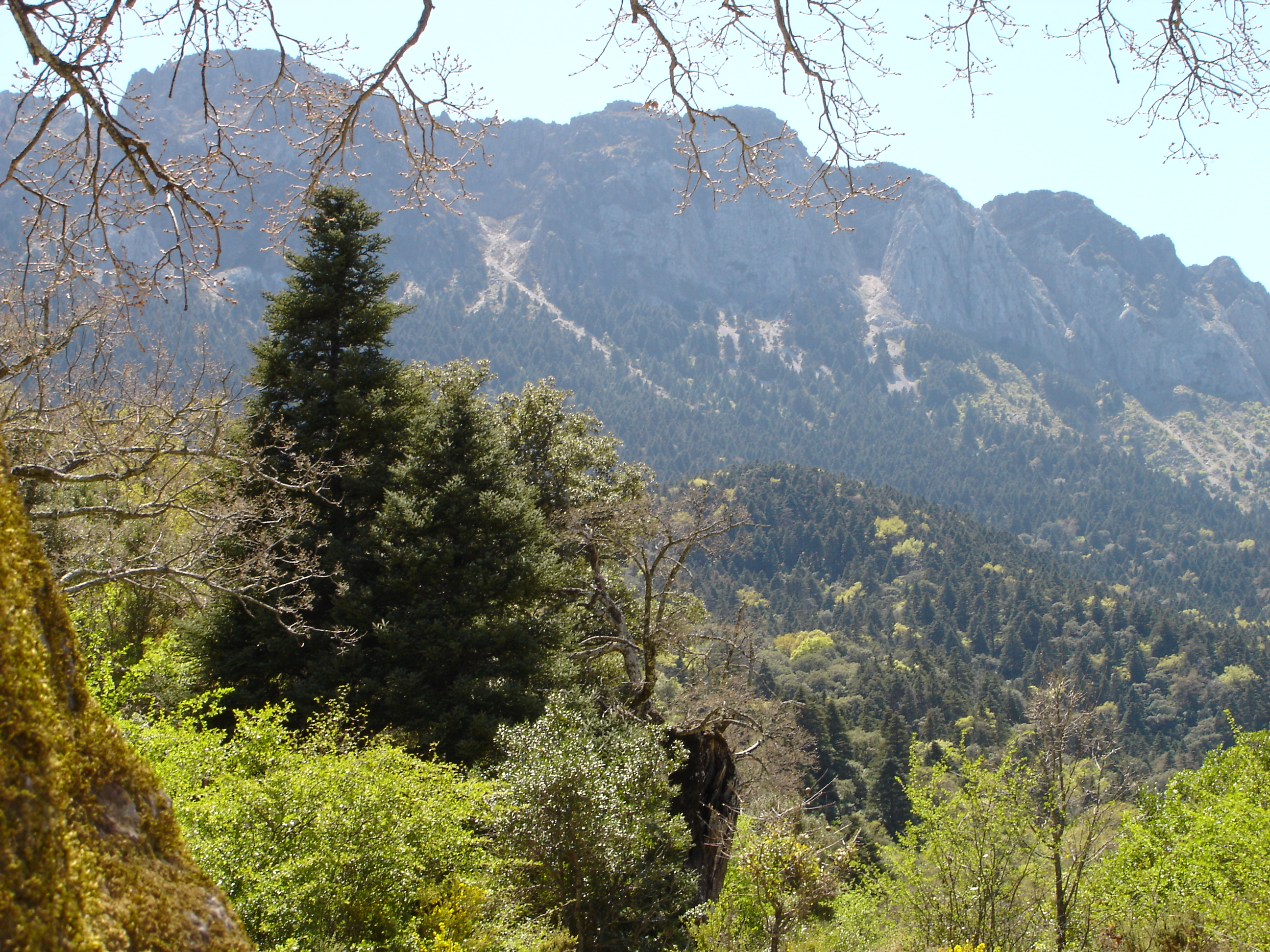
Pinsapar
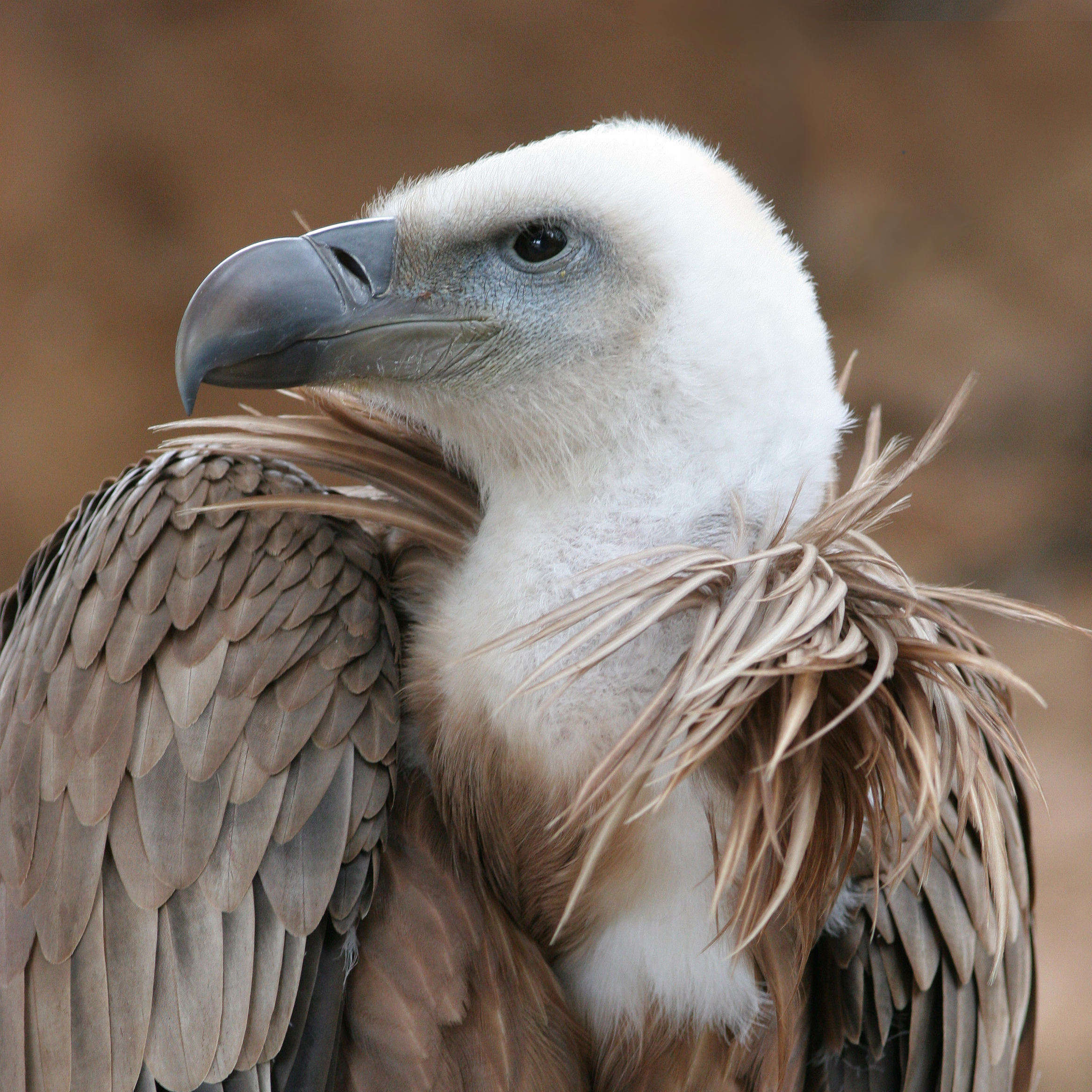
Gyps fulvus
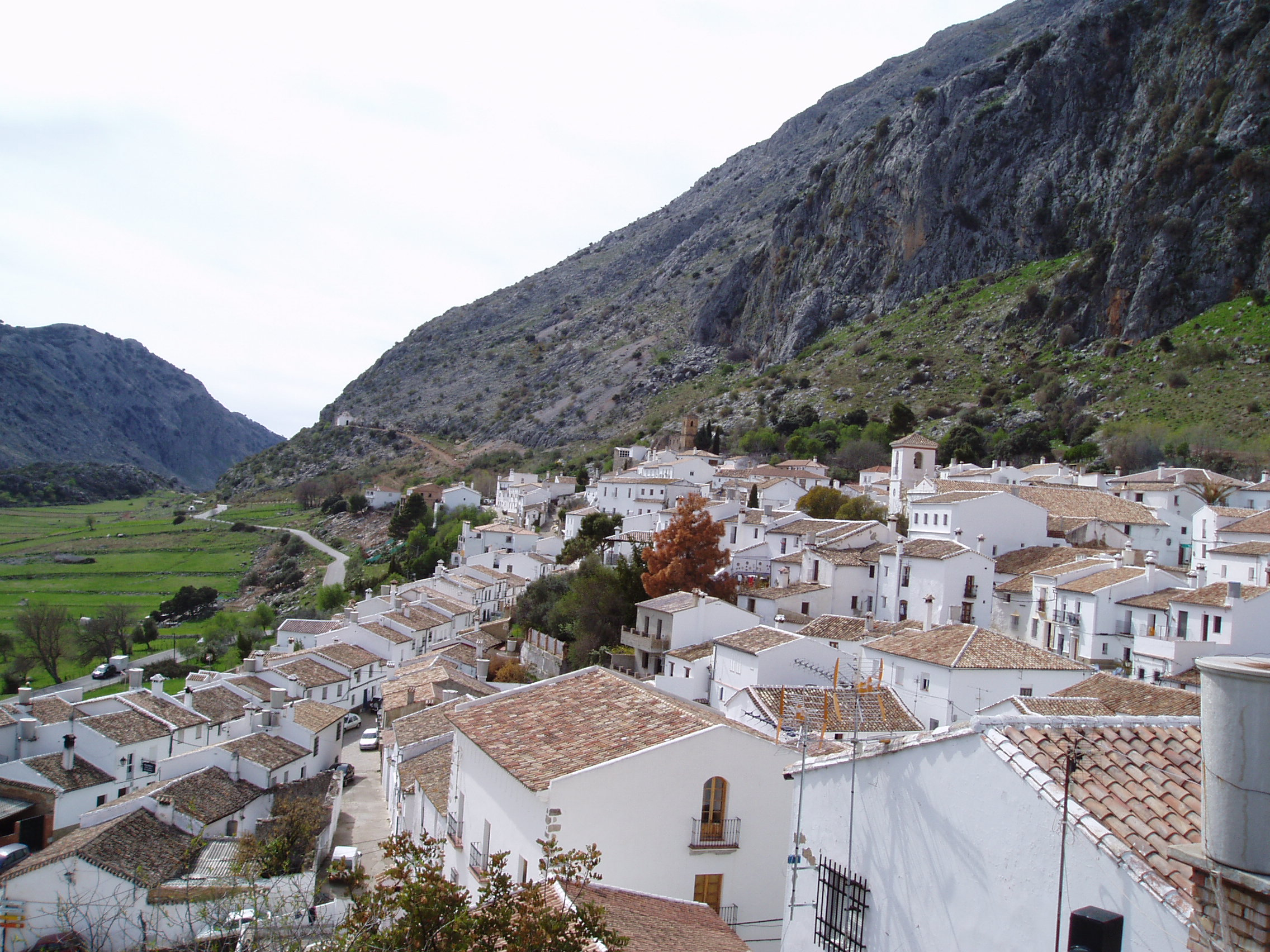
Villaluenga del Rosario